# Jaskinia Okopowa
Jaskinia Okopowa – jaskinia w Dolinie Będkowskiej na Wyżynie Olkuskiej wchodzącej w skład Wyżyny Krakowsko-Częstochowskiej. Znajduje się we wsi Będkowice, w województwie małopolskim, w powiecie krakowskim, w gminie Wielka Wieś.

## Opis obiektu
Jaskinia znajduje się w orograficznie prawych zboczach Doliny Będkowskiej, powyżej kapliczki upamiętniającej ofiary zbrodni hitlerowskich. Zlokalizowana jest 80 m nad dnem doliny, tuż pod miejscem, w którym linia stromego zbocza przechodzi w płaską wierzchowinę. Otwór jaskini znajduje się w lejkowatym zagłębieniu na powierzchni terenu, tuż powyżej pozostałości okopów strzeleckich z okresu II wojny światowej.
Jaskinie tworzy pionowa studzienka, która po kilku miejscach przechodzi w niedostępną szczelinę. Powstała w późnojurajskich wapieniach. Są one skruszałe, zwietrzałe i zawierają skamieniałości amonitów i gąbek. Jaskinia jest sucha, widna i przewiewna. W pobliżu otworu na ścianach studzienki rozwijają się glony i porosty, a jej ściany przerastają korzenie drzew. Ze zwierząt zaobserwowano muchówki, wije, motyle paśnik jaskiniowiec i szczerbówka ksieni, chrząszcze, pająki sieciarze jaskiniowe, prosionki i ropuchy szare, kości sarny i odchody gryzoni. Do głębokości 3 m znajdywano kawałki szkła.
Otwór jaskini prawdopodobnie odsłonięto podczas kopania okopów pod koniec II wojny światowej. Jaskinia nie była jednak w literaturze opisywana. Po raz drugi jaskinię odkrył Jakub Nowak w grudniu 2009 r. W 2012 r. opublikował jej plan i opis. Zawalający się otwór jaskini podstemplowano kawałkami drzewa.

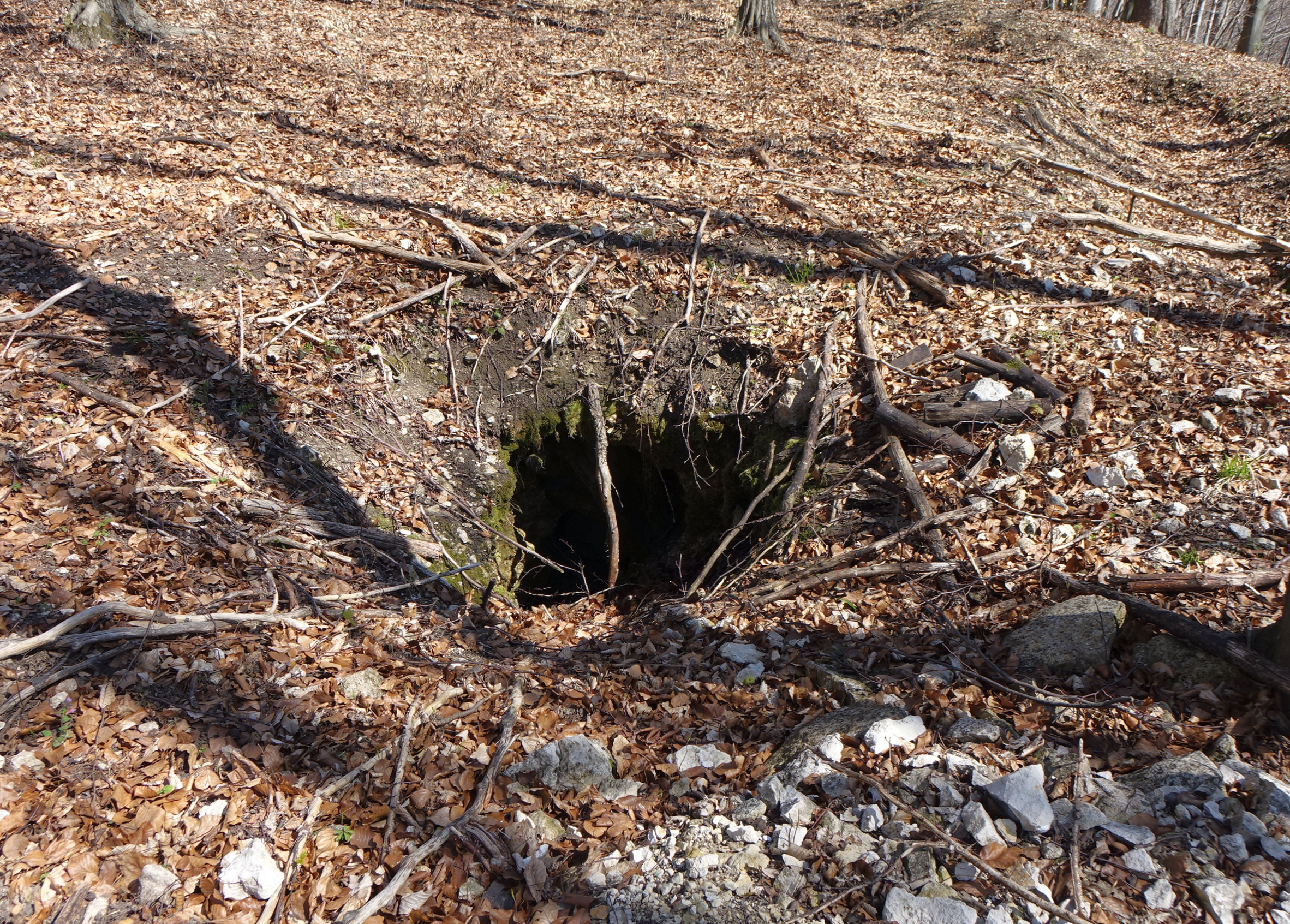
Otwór
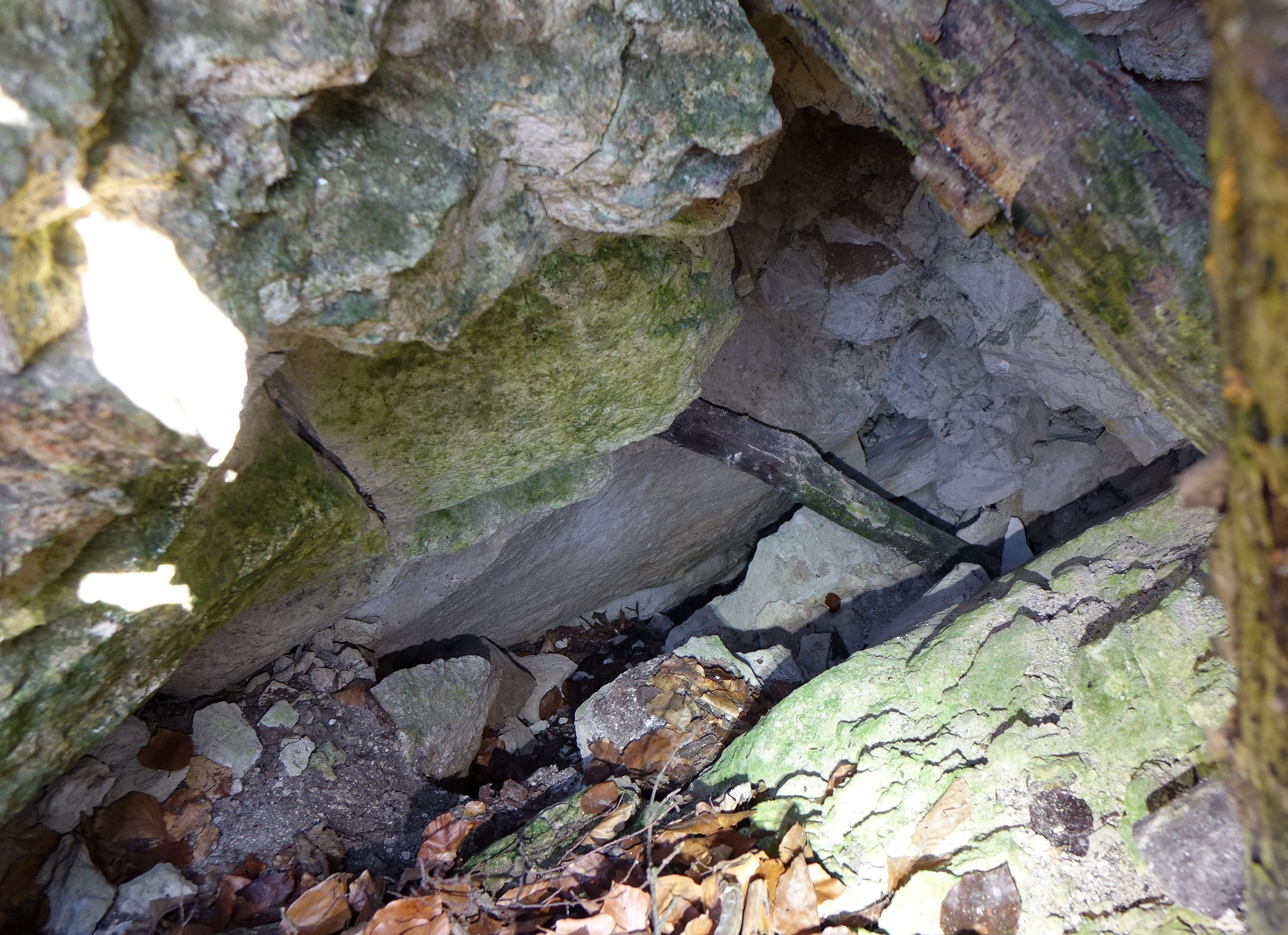
Studzienka
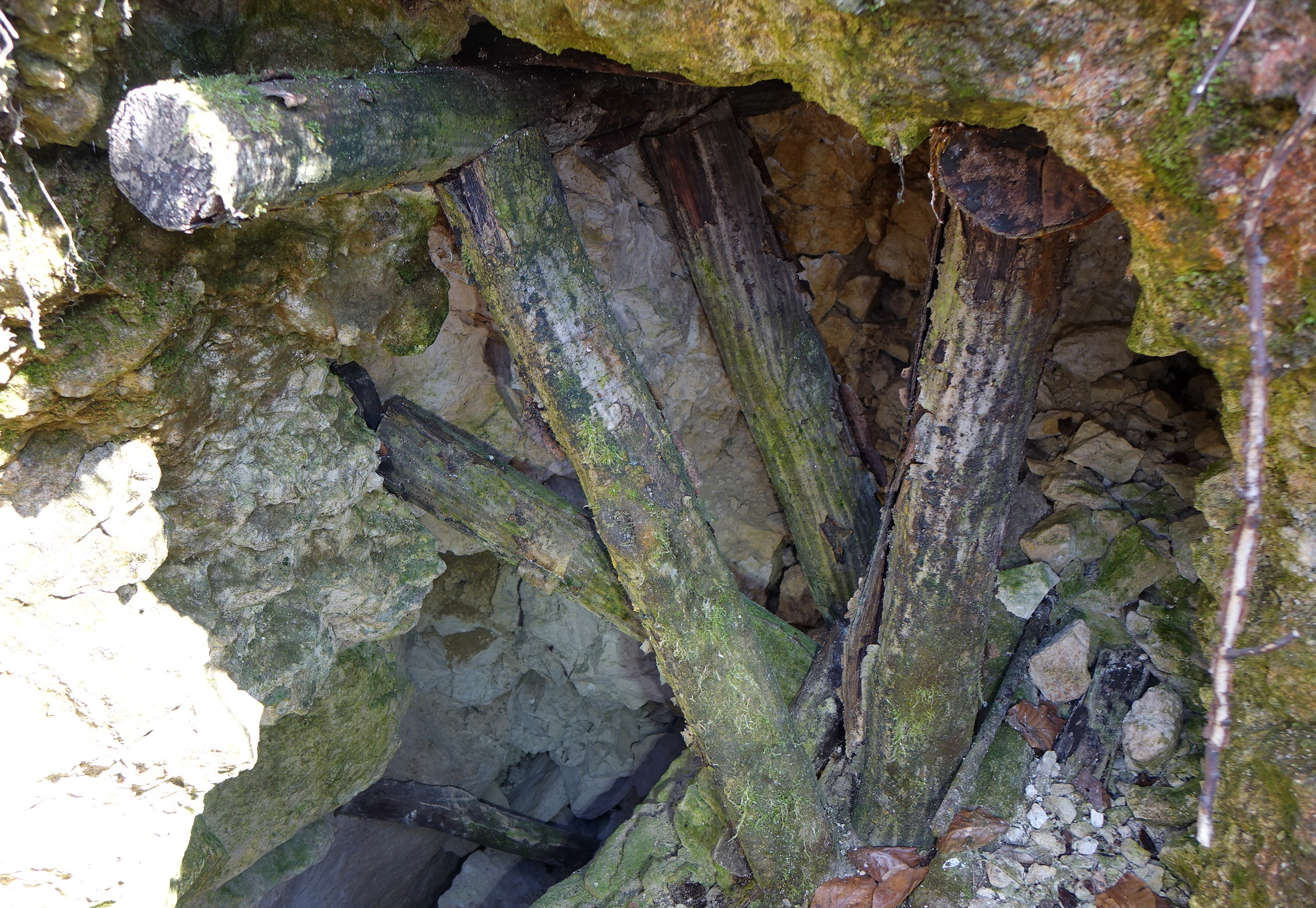
Podstemplowany strop